# Terres-de-Caux
Terres-de-Caux es una comuna nueva francesa situada en el departamento de Sena Marítimo, de la región de Normandía.

## Historia
Fue creada el 1 de enero de 2017, en aplicación de una resolución del prefecto de Sena Marítimo de 12 de septiembre de 2016 con la unión de las comunas de Auzouville-Auberbosc, Bennetot, Bermonville, Fauville-en-Caux, Ricarville, Sainte-Marguerite-sur-Fauville y Saint-Pierre-Lavis, pasando a estar el ayuntamiento en la antigua comuna de Fauville-en-Caux.

## Demografía
| Gráfica de evolución demográfica de Terres-de-Caux entre 1800 y 2013 |
|                                                                      |

Los datos entre 1800 y 2013 son el resultado de sumar los parciales de las siete comunas que forman la nueva comuna de Terres-de-Caux, cuyos datos se han cogido de 1800 a 1999, para las comunas de Auzouville-Auberbosc, Bennetot, Bermonville, Fauville-en-Caux, Ricarville, Sainte-Marguerite-sur-Fauville y Saint-Pierre-Lavis de la página francesa EHESS/Cassini. Los demás datos se han cogido de la página del INSEE.

## Composición
| Comuna delegada                | Código INSEE | Población (2013) | Superficie (km²) | Densidad (hab./km²) |
| ------------------------------ | ------------ | ---------------- | ---------------- | ------------------- |
| Auzouville-Auberbosc           | 76044        | 303              | 6.08             | 50                  |
| Bennetot                       | 76078        | 182              | 4.58             | 40                  |
| Bermonville                    | 76080        | 490              | 7.41             | 66                  |
| Fauville-en-Caux               | 76258        | 2198             | 8.11             | 271                 |
| Ricarville                     | 76525        | 326              | 4.18             | 78                  |
| Sainte-Marguerite-sur-Fauville | 76607        | 277              | 3.16             | 88                  |
| Saint-Pierre-Lavis             | 76639        | 242              | 4.49             | 54                  |